# Janez Marija Vianney
Janez Marija Krstnik Vianney, znan tudi z nadimkom arški župnik, francoski duhovnik, tretjerednik svetega Frančiška in svetnik, * 8. maj 1786, Dardilly, Lyonnais, Francija, † 4. avgust 1859, Ars-sur-Formans, Ain, Francija.
Mednarodno veljavo si je pridobil zaradi svojega duhovniškega in pastoralnega dela v svoji Župniji Ars (danes Župnija Ars-sur-Formans) in zaradi celovite prenove duhovnega življenja ljudi v župniji in okolici. Znan je bil po svojem svetniškem življenju, opravljanju pokore, stanovitnem služenju pri spovedovanju, goreči predanosti Materi Božji in sveti Filomeni. Velja za zavetnika vseh duhovnikov.